# Hartford, Cheshire
Hartford är en ort och civil parish i Storbritannien.   Den ligger i kommunen Cheshire West and Chester i riksdelen England, i den södra delen av landet, 250 km nordväst om huvudstaden London. Hartford ligger 53 meter över havet och antalet invånare är 5 515.
Terrängen runt Hartford är platt. Runt Hartford är det tätbefolkat, med 276 invånare per kvadratkilometer. Närmaste större samhälle är Northwich, 2,6 km nordost om Hartford. Trakten runt Hartford består i huvudsak av gräsmarker.